# Xiang Jingyu
Xiang Jingyu (向警予S; Xupu, 4 settembre 1895 – 1º maggio 1928) è stata una politica e attivista cinese.
È stata il primo membro donna del Partito Comunista Cinese ed è stata la più importante pioniera del movimento per i diritti delle donne in Cina. Allo scoppio della guerra civile cinese, fu catturata dai nazionalisti del Kuomintang a seguito di un tradimento e giustiziata.

## Biografia

### Infanzia e giovinezza
Xiang Jingyu (il cui nome in origine era Xiang Junxian) nacque il 4 settembre 1895 nella città di Xupu, nella provincia di Hunan. Suo padre, Xiang Ruiling, era un commerciante di successo, mentre la madre Deng Yugui, morì quanto Jingyu era giovanissima. La ragazza aveva dieci fratelli; uno di essi, Xiang Xianyue, che si recò in Giappone per motivi di studio, fu il leader della società segreta del Tongmenghui nell'Hunan occidentale. Il fratello fondò una scuola elementare a Wenchangge nel 1903 e incoraggiò la sorella a istruirsi. Fu così che Jingyu poté frequentare la scuola elementare grazie all'influenza di Xianyue e diventare la prima ragazza studente nella Cina pre-rivoluzionaria.
Jingyu si trasferì nella citt di Changsha nel 1911 dopo la caduta della dinastia Qing a seguito della rivoluzione Xinhai. Fu in quel momento che decise di rinunciare al suo nome tradizionale di Junxian, che significava "bellezza e armonia" e adottare Jingyu, che significava "lucidità". Jingyu e frequentò la prima scuola provinciale femminile dell'Hunan, ma poi lasciò l'istituto e frequentò la Scuola Femminile di Zhou Nan, un istituto più progressista. In questo periodo Jingyu cominciò a occuparsi di politica. Quando la Cina, ne 1915, firmò l'umiliante ultimatum delle "Ventun domande", lei e altri studenti fecero discorsi per le strade, sperando di risvegliare l'entusiasmo patriottico del popolo cinese. Nel 1916, dopo essersi diplomata, Jingyu ritornò nella sua città natale. La sua idea era che l'istruzione potesse salvare la Cina, così fondò una scuola elementare a Xupu con il sostegno di alcuni progressisti locali. In qualità di direttrice della scuola, assunse come insegnanti alcuni giovani progressisti. La differenza rispetto alla maggior parte delle altre scuole era che nel suo istituto insegnava nuove conoscenze e nuove idee. All'inizio, c'era una sola classe con alcune decine di studenti. Tuttavia, il numero degli alunni crebbe rapidamente fino a raggiungere i 300 iscritti. Per tre anni restò direttrice della scuola.
Quando l'Associazione Accademica del Nuovo Cittadino fu fondata a Hunan da Mao Zedong e Cai Hesen nell'aprile 1918, Jingyu decise di fare carriera all'infuori della sua provincia. Così si recò a Pechino, e fece visita al signor Cai Yuanpei, il rettore dell'università di Pechino. A Pechino, Xiang Jingyu incontrò Cai Hesen e strinse un'amichevole relazione con il giovane.
Nel luglio 1919, Jingyu venne invitata da Cai Hesen ad andare a Changsha e portare il movimento di lavoro-studio dell'Hunan in Francia. A dicembre Jingyu, Cai Hesen, Cai Chang, la madre di Cai Hesen e altre persone andarono in Francia e divennero studenti cinesi a tempo parziale. Jingyu frequentò l'università femminile di Montargis. Durante gli studi a Montargis, lesse molte delle opere di Marx e sviluppò la sua fede nel marxismo e nel comunismo. Nel maggio 1920, Jingyu sposò Cai Hesen.
Durante il periodo di studio in Francia, Jingyu cominciò a preoccuparsi delle condizioni del mondo e della Cina. Il 26 maggio 1920, scrisse un articolo sui problemi di liberazione delle donne e sulle riforme da attuare per la rivista "Nuova gioventù" di Li Dazhao. In questo articolo, espresse l'opinione che la liberazione delle donne dovesse essere combinata con la trasformazione della società.

### Verso la rivoluzione
Nel 1921, Jingyu tornò in Cina. Nel febbraio 1922, Jingyu fu accettata dal Partito Comunista Cinese e divenne una delle prime donne ad iscriversi al partito Nel mese di luglio fu eletta come primo membro femminile del Comitato Centrale del partito e divenne la prima direttrice del dipartimento delle donne del partito. Durante il suo incarico cercò di creare legami con le lavoratrici, soprattutto nell'industria della seta. Jingyu scrisse una serie di articoli per elaborare i problemi delle donne cinesi. In questi articoli, chiedeva alle donne cinesi di unirsi e combattere per la liberazione.
Con l'istituzione del Fronte Unito con il Guomindang nel 1923, Jingyu divenne redattrice di un supplemento settimanale del Republican Daily, un giornale del Guomindang. Nel giugno 1923, durante il III Congresso nazionale del popolo, Jingyu venne nuovamente eletta membro del Comitato Centrale e divenne il primo segretario del Comitato del Movimento delle Donne. Jingyu redasse la legge sul movimento delle donne, che fu approvata dal Congresso, che ha detto che uno dei compiti chiave del dipartimento delle donne del partito era quello di ottenere influenza sul "movimento generale delle donne", compreso il gruppo a suffragio generale dell'Alleanza per i diritti delle donne. Alcuni membri del partito però condannarono il suo lavoro con il gruppo perché era considerato "borghese". Lei stessa in realtà era critica nei confronti delle pratiche patriarcali all'interno del partito stesso.
Nel 1924 condusse uno sciopero che coinvolse circa diecimila lavoratrici delle fabbriche di seta. Successivamente Jingyu fondò il Comitato di liberazione delle donne e formò molti quadri femminili, che divennero una forza importante contro il feudalesimo e l'imperialismo ancora presenti in Cina.
Nel gennaio 1925 Jingyu fu nuovamente eletta per la terza volta nel Comitato centrale. Svolse un ruolo chiave negli scioperi e nelle proteste del Movimento del 30 maggio. Tuttavia, a causa di una relazione con il membro del Partito Comunista Peng Shuzhi, fu criticata dagli altri membri del partito come una donna priva di virtù morale, e fu costretta a dimettersi dalla sua posizione nel Comitato Centrale e come capo del dipartimento delle donne del partito. Anche la divisione politica tra Peng, che sosteneva fortemente il presidente del partito Chen Duxiu, e il marito Cai, che voleva una maggiore autonomia politica, giocò a sfavore di Jingyu.
In ottobre, Xiang Jinyu e Cai Hesen furono inviati a studiare in Unione Sovietica, dove la loro relazione si concluse definitivamente. Nel marzo 1927, Jingyu tornò in Cina. Il 12 aprile Chiang Kai-shek iniziò la sua guerra controrivoluzionaria a Shanghai e Xiang Jingyu decise di fuggire a Wuhan e di lavorare nel dipartimento di propaganda della Federazione dei sindacati di Wuhan. Anche il governo nazionale di Wuhan però espulse i comunisti a luglio. Nonostante il pericolo, Jingyu rimase a Wuhan scrivendo per il giornale del partito Chang Jiang e aiutando il movimento operaio e il partito clandestino.

### Morte
Xiang Jingyu fu arrestata nella concessione francese Sandeli a Wuhan il 20 marzo 1928 a causa del tradimento dei membri del suo gruppo alla polizia. I funzionari francesi la consegnarono in aprile al Guomindang. Il primo maggio dello stesso anno, Jingyu fu giustiziata dalla polizia del Guomindang.